# Jiaozhou
För andra betydelser, se Jiaozhou (olika betydelser).

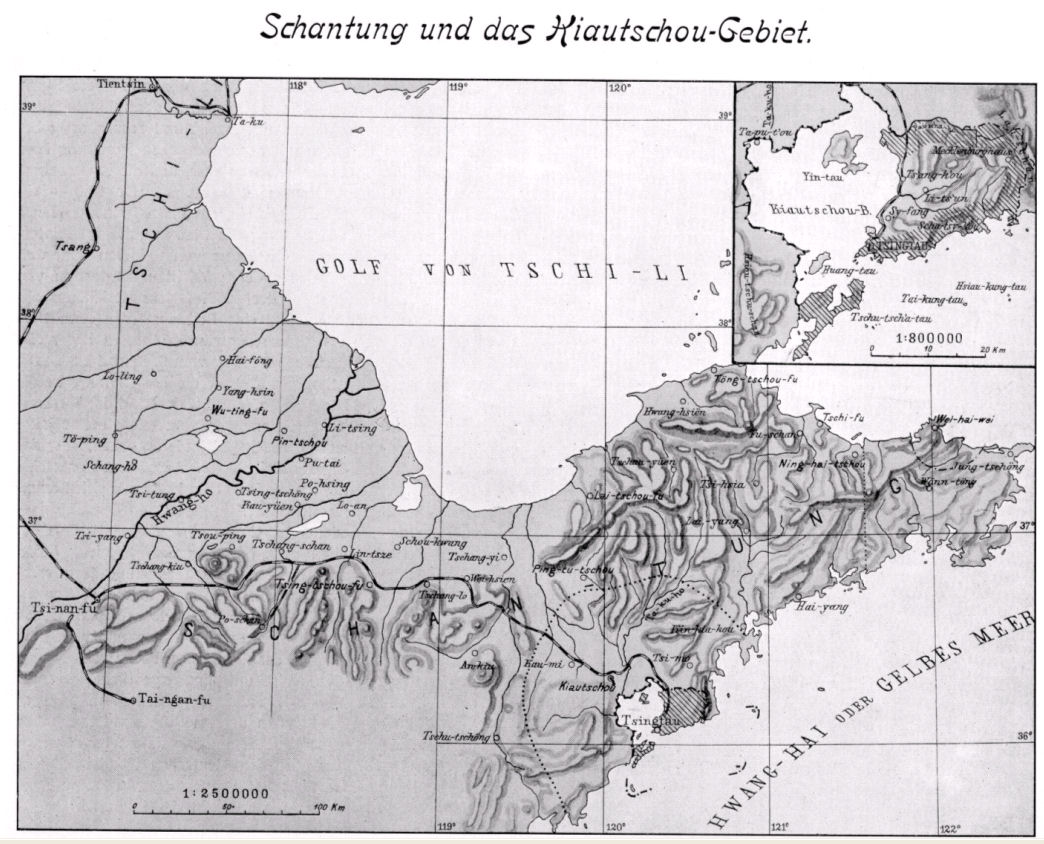
Tysk karta från 1912 över Shandonghalvön med omgivningar samt med Jiaozhou inlagd.

Jiaozhou (även Kiaochow, Kiauchau, Kiao-Chau, Kiautschou) är en bukt väster om staden Qingdao på Shandonghalvöns sydöstsida på Kinas östkust. Vid bukten ligger även staden Jiaozhou, som är en förort till Qingdao och har 188 192 invånare (1999).

## Historia
Den 1 november 1897 grundade Johann Baptist von Anzer en tysk missionsstation på Shandong-halvön och när två missionärer som arbetat under honom mördades i Juye härad samma år använde Tyskland detta som en förevändning för att ockupera ett 552 km² stort område runt Jiaozhou-bukten. Den kejserliga regeringen i Peking arrenderade sedan formellt ut området till Tyskland. Mellan 1898 och 1914 var detta område därför ett tyskt Schutzgebiet, vars administrativa huvudstad var Tsingtau.
År 1912 hade protektoratet ungefär 200 000 invånare, varav ungefär 400 var tyskar. Vid första världskrigets utbrott upphävdes arrendet av den kinesiska regeringen och området besattes av Japan 1914-1922. Under det andra kinesisk-japanska kriget var området åter ockuperat av Japan 1937-1945.